# Out of Exile
Az Out of Exile az Audioslave nevű amerikai rockegyüttes második albuma. Európában 2005. május 23-án jelent meg, majd egy nappal később az Egyesült Államokban is.
Az albumot jól fogadták, mivel a zenekarnak sikerült kialakítani a saját stílusát. Ahogy a dobos, Brad Wilk mondta: "Az Audioslave mint együttes megérkezett. Az első albumnál két külön banda tagjai zenéltek együtt. Ezt a mostani felvételek alatt nem éreztem." Néhány rajongó jobbnak találta ezt a lemezt, mint az előzőt, de mások csalódtak a lágyabb stílusa miatt. A "Doesn't Remind Me" c. számot 2006-ban Grammy-díjra jelölték a Legjobb Hard Rock Előadás kategóriában.
Az album néhány számát előadták a 2005. május 6-i kubai koncerten, három héttel a  megjelenés előtt. A koncert októberben megjelent DVD-n (Live in Cuba).

## Az album dalai
Az összes dalszöveg szerzője Chris Cornell. 
| 1.    | Your Time Has Come                  | 4:15 |
| 2.    | Out of Exile                        | 4:51 |
| 3.    | Be Yourself                         | 4:39 |
| 4.    | Doesn't Remind Me                   | 4:15 |
| 5.    | Drown Me Slowly                     | 3:53 |
| 6.    | Heaven's Dead                       | 4:36 |
| 7.    | The Worm                            | 3:57 |
| 8.    | Man or Animal                       | 3:53 |
| 9.    | Yesterday to Tomorrow               | 4:33 |
| 10.   | Dandelion                           | 4:38 |
| 11.   | #1 Zero                             | 4:59 |
| 12.   | The Curse                           | 5:09 |
| 13.   | Like a Stone (Live) ( és bónuszdal) | 4:24 |
| 14.   | Super Stupid ( bónuszdal)           | 3:27 |
| 53:38 |                                     |      |

## Közreműködtek
- Chris Cornell – ének
- Tom Morello – gitár
- Tim Commerford – basszusgitár
- Brad Wilk – dob

## Listás helyek

### Albumok
| Év   | Album címe   | lista               | Hely |
| ---- | ------------ | ------------------- | ---- |
| 2005 | Out of Exile | The Billboard 200   | 1    |
| 2005 | Out of Exile | Top Canadian Albums | 1    |
| 2005 | Out of Exile | Top Internet Albums | 1    |

### Kislemezek
| Év   | Szám                 | Lista                  | Hely |
| ---- | -------------------- | ---------------------- | ---- |
| 2005 | "Be Yourself"        | The Billboard Hot 100  | 32   |
| 2005 | "Be Yourself"        | Mainstream Rock Tracks | 1    |
| 2005 | "Be Yourself"        | Hot Digital Songs      | 13   |
| 2005 | "Be Yourself"        | Modern Rock Tracks     | 1    |
| 2005 | "Be Yourself"        | Pop 100                | 33   |
| 2005 | "Your Time Has Come" | Mainstream Rock Tracks | 12   |
| 2005 | "Your Time Has Come" | Modern Rock Tracks     | 12   |
| 2005 | "Your Time Has Come" | Pop 100                | 93   |
| 2005 | "Doesn't Remind Me"  | The Billboard Hot 100  | 68   |
| 2005 | "Doesn't Remind Me"  | Hot Digital Songs      | 66   |
| 2005 | "Doesn't Remind Me"  | Pop 100                | 75   |
| 2005 | "Doesn't Remind Me"  | Mainstream Rock Tracks | 2    |
| 2005 | "Doesn't Remind Me"  | Modern Rock Tracks     | 3    |
| 2006 | "Out of Exile"       | Mainstream Rock Tracks | 9    |
| 2006 | "Out of Exile"       | Modern Rock Tracks     | 14   |